# ツクツクボウシ

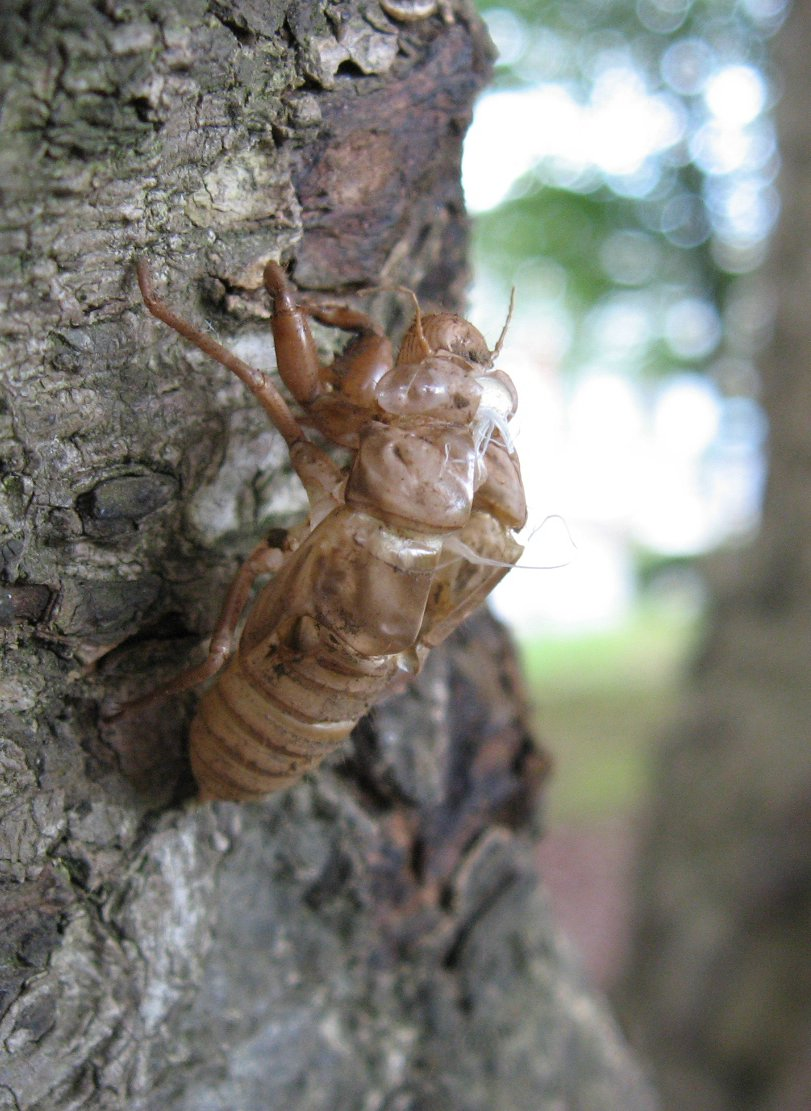
抜け殻

ツクツクボウシ（つくつく法師、寒蝉、寒蟬、Meimuna opalifera）はカメムシ目（半翅目）ヨコバイ亜目（同翅亜目）セミ科に分類されるセミの一種。晩夏から初秋に発生するセミで、特徴的な鳴き声を発する。ツクツクホーシ、オーシンツクと呼ばれることもある。

## 特徴
成虫の体長は30mm前後で、オスの方が腹部が長い分メスより大きい。頭部と前胸部は緑色で、後胸部の中央にも"W"字型の緑の模様があるが、他の後胸部と腹部は黒色が多い。また、オスの腹側の腹弁は大きく、縦長の三角形をしている。メスは産卵管が非常に長く、産卵管を収納する鞘のような部分がはみ出ている。外見はヒメハルゼミやヒグラシに似るが、頭部の横幅が広く、腹弁が大きいことで区別がつく。
抜け殻は小型で前後に細長く、光沢がない淡褐色をしている。

## 生態
北海道からトカラ列島・横当島までの日本列島、日本以外では朝鮮半島、中国、台湾まで、東アジアに広く分布する。
平地から山地まで、森林に幅広く生息する。地域によっては市街地でも比較的普通に発生するが、基本的にはヒグラシと同じく森林性であり、薄暗い森の中や低山帯で多くの鳴き声が聞かれる。この発生傾向は韓国や中国でも同様である。
成虫は特に好む樹種はなく、シダレヤナギ、ヒノキ、クヌギ、カキ、アカメガシワなどいろいろな木に止まる。警戒心が強く動きも素早く、クマゼミやアブラゼミに比べて捕獲が難しい。
成虫は7月から発生するが、この頃はまだ数が少なく、鳴き声も他のセミにかき消されて目立たない。しかし他のセミが少なくなる8月下旬から9月上旬頃には鳴き声が際立つようになる。9月下旬にはさすがに数が少なくなるが、九州などの西南日本では10月上旬に鳴き声が聞かれることがある。
なお、後述のように八丈島や岡山・長崎では、7月上旬から鳴き始めることが知られている。

### 北日本での増加
ツクツクボウシは、元来北日本では川沿いのシダレヤナギ並木など局地的にしか分布していなかった。近年、北海道では札幌市の真駒内公園で増加しているほか、道内の各地で鳴き声が聞かれるようになっている。また、岩手県や宮城県においても、このセミが増えつつある。一方で、青森県では分布が局地的であり、今のところ増加するには至っていない。

### ツクツクボウシの楽園
八丈島では、セミはほぼツクツクボウシ一種しか生息しておらず（他種はヒグラシがわずかに生息）、ひと夏中ずっと鳴いており個体数も非常に多い。

### ツクツクボウシの早鳴き
八丈島では7月上旬（年によっては6月下旬）、対馬でも夏の初めから現れるが、一般に本土では夏の終わりを象徴する昆虫とされている。一方で、岡山や長崎など一部の地域では、近年、夏の初めから鳴きだすことが知られている。千葉県勝浦市でも7月下旬には鳴き始める。同市は夏の気温が周辺の市町村と比べ低く、近年避暑地として知られている。
岡山・長崎などでのツクツクボウシの早鳴きについては不明であるが、都市部のヒートアイランド現象による地中の温暖化が、幼虫期の成長に影響を与え、成虫の出現時期の早期化につながっている可能性が挙げられている。

## 鳴き声
オスは午後の陽が傾き始めた頃から日没後くらいまで鳴くが、鳴き声は特徴的で、和名もこの鳴き声の聞きなしに由来する。鳴き声は「ジー…ツクツクツク…ボーシ!ツクツクボーシ!」と始まる。最初の「ボーシ!」が聞き取りやすいためか、図鑑によっては鳴き声を「オーシツクツク…」と逆に表記することもある。以後「ツクツクボーシ!」を十数回ほど繰り返しながらだんだん速度が早くなり、「ウイヨース!」を数回繰り返したのちに、最後に「ジー…」と鳴き終わる。「ウイヨース」の直前に「ツクツクウィー」という鳴き声が入ることもある。
また、1匹のオスが鳴いている近くにまだオスがいた場合、それらのオスが鳴き声に呼応するように「ジー!」と繰り返し声を挙げる。合唱のようにも聞こえるが、これは鳴き声を妨害しているという説がある。
大陸産のツクツクボウシの鳴き声は、日本産のものと比べて少し異なる（セミの方言）。またミンミンゼミも同じくやや異なっている。

### クロイワツクツク等との鳴き声における共通点
このセミの中には時々訛ったような声で鳴く個体が散見される。具体的には、「ボーシ！」の部分がかなりしわがれた声に聞こえるというものである。このときの鳴き声は同じツクツクボウシ属のクロイワツクツクやイワサキゼミの声にも似ており、鳴き声におけるツクツクボウシ属の共通性を実感できる。ちなみにツクツクボウシが普通に鳴いているときの声はクロイワツクツクなどとは似ても似つかぬものである。

## 日本産の近縁種

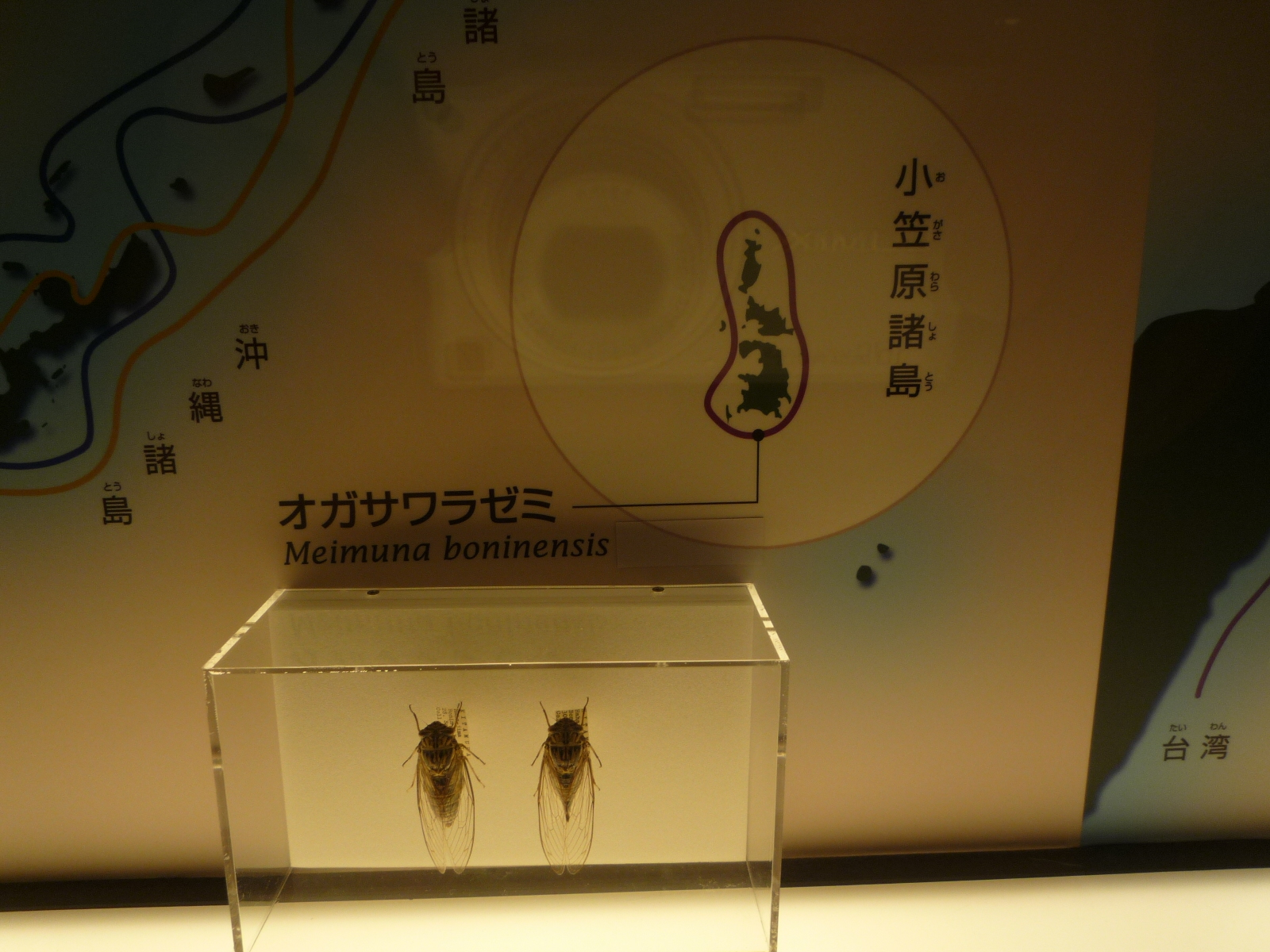

南西諸島と小笠原諸島にはツクツクボウシに近縁の固有種が知られる。どれもツクツクボウシによく似た形態だが、鳴き声はそれぞれ異なる。また、これらは熱帯・亜熱帯に分布しているためか、11月や12月でもまだ鳴き声が聞こえることがある。2010年代には中国原産の外来種が本州に侵入している。
クロイワツクツク Meimuna kuroiwae (Matsumura, 1917)
ツクツクボウシよりも更にオスの腹弁が大きい。大隅半島南部から沖縄本島まで分布するが、与論島には分布しない。また、指宿市や鹿児島市からの記録もある。千葉県房総半島の一部の地域でも、樹木の移入によりこのセミが生息している（千葉県の国内外来種）。
成虫は7月から11月まで発生する。オスの鳴き声は「ジジジジ…」に、数秒ごとに「ゲッ!ゲッ!」という短い声が2回入る。鳴く時間帯は主に午前中で、ツクツクボウシとは異なる。名前は沖縄の生物研究で功績を残した黒岩恒に対する献名である。近年は沖縄本島において激減しており、北部の低山帯に行かないとまとまった声を聞けなくなった。しかし屋久島や奄美大島では現在でもごく普通のセミで、市街地の乾燥したところにも多い。屋久島の市街地にはクマゼミも普通にいて、2種のセミはほぼ入れ替わるようにして発生する（クマゼミ→クロイワツクツク）。これは、クマゼミとミンミンゼミが共に生息する地域における、両種のセミの発生パターンと似ている（クマゼミ→ミンミンゼミ）。つまり、両種ともに発声活動は午前中に行うため、時期的な棲み分けをせざるを得ないということである。
またこのセミは、生息する島によって鳴き声が少しずつ異なっており、遺伝的な違いが見られる。これをもって、クロイワツクツクはかつて様々な種類（オオシマツクツク・キカイゼミ・ツチダゼミ・ヘントナゼミなど）に分けられていたが、現在は統一されている。
オオシマゼミ M. oshimensis (Matsumura, 1905)
ツクツクボウシよりもやや大きく、オスの腹弁が長く、先端部が黒い。奄美大島、請島、徳之島、沖縄本島（沖縄市以北）、久米島に分布し、名前は奄美大島に由来する。成虫は8月下旬から11月まで発生する。オスの鳴き声は「ジジジジ…」の合間に「カン!」という甲高い声が入る。
近年沖縄本島北部では、クロイワツクツクに代わって少しずつ数が増えているとも言われる。ミンミンゼミやヒグラシ、エゾハルゼミと同じく、森林性のセミである。
番外に日本産ではないが、鳴き声がかなり似ている近縁種のコマゼミがある。
イワサキゼミ M. iwasakii (Matsumura, 1913)
西表島、石垣島、台湾に分布する。成虫は7月下旬から12月下旬まで発生する。オスの鳴き声は「ジジジジジ…」と鳴き始め、声を大きくしながらハルゼミに似た「ジーッ・ジーッ・ジーッ」を十数回繰り返し、「ジジジジジ…」と尻すぼみに鳴き終わる。名前は八重山諸島の自然を研究した岩崎卓爾に対する献名となっている。
石垣島・西表島ではクマゼミに次いで普通のセミだが、市街地ではかなり珍しい。森林や山の中ではごく普通に生息している。
オガサワラゼミ M. boninensis (Distant, 1905)
名前通り小笠原諸島の父島、母島、弟島に分布するが、クロイワツクツクに似るため南西諸島から移入されたのではないかとする説もある。成虫は5月から12月まで発生する。小笠原の固有種として1970年に天然記念物に指定されたが、外来種として侵入したグリーンアノールに捕食され、個体数が激減している。
タケオオツクツク Platylomia pieli Kato, 1938
中国原産の外来種で、竹林に生息する。輸入された竹箒などを経由して卵が持ち込まれたとされる。2010年ごろから埼玉県で鳴き声や死骸が確認され、今日では埼玉県、神奈川県、愛知県での生息が確認されている。